# Technecium-99
Technecium-99 (99Tc) je izotop technecia, který se přeměňuje beta minus přeměnou na ruthenium-99 s poločasem přibližně 211 000 let, přitom nevyzařuje žádné záření gama. Jedná se o nejdůležitější „dlouhožijící“ produkt štěpení uranu, tvoří největší část radioaktivity těchto štěpných produktů v jaderném odpadu.

## Technecium-99m
Technecium-99m (99mTc) je jaderný izomer 99Tc s poločasem okolo 6 hodin. přeměňuje se na základní stav 99Tc.

## Záření
Slabé záření beta je pohlceno i laboratorním sklem. Při jeho pohlcení je vyzářeno měkké rentgenové záření, které ale nepředstavuje větší problém. Nejnebezpečnější je při práci s techneciem vdechnutí prachu.

## Význam v jaderném odpadu
Jelikož technecium-99 vzniká v poměrně velkém množství a má relativně dlouhý poločas, jde o jednu z nejdůležitějších složek jaderného odpadu. Podle aktivity vzhledem k množství vyhořelého paliva je převažujícím zdrojem záření 104 až 106 roků po vytvoření jaderného odpadu.

## Úniky
Přibližně 160 TBq (asi 250 kg) technecia-99 uniklo do životního prostředí při atmosférických testech jaderných zbraní v roce 1994. Množství tohoto izotopu, které do roku 1986 (před Černobylskou havárií) uniklo z jaderných reaktorů, převážně během přepracovávání jaderného paliva, se odhaduje řádově na 1 000 TBq (přibližně 1 600 kg); většina z toho se dostala do moře. V posledních letech byly metody přepracování vylepšeny, aby se tyto úniky omezily, do roku 2005 byl největším zdrojem úniků přepracovatelský závod v Sellafieldu, odkud se v letech 1995-1999 dostalo do moře odhadem 550 TBq (zhruba 900 kg) 99Tc. Od roku 2000 je toto množství omezeno na 90 TBq (asi 140 kg) za rok.